# Chrysopilus obscuralatus
Chrysopilus obscuralatus är en tvåvingeart som beskrevs av Yang 1989. Chrysopilus obscuralatus ingår i släktet Chrysopilus och familjen snäppflugor. Inga underarter finns listade i Catalogue of Life.